# Władimir Kisjow
Władimir Kisjow, bułg. Владимир Кисьов (ur. 30 września 1947 w Sofii) – bułgarski polityk, inżynier, urzędnik państwowy i samorządowiec, działacz Związku Sił Demokratycznych, wiceminister w rządzie Iwana Kostowa (1997–2001).

## Życiorys
Z wykształcenia inżynier, ukończył studia w instytucie mechaniczno-elektrotechnicznym w Sofii (przekształconym później w Uniwersytet Techniczny). Od 1971 do 1992 pracował w instytutach łączności i radioelektroniki, był kierownikiem sekcji i wydziału.
W 1992 został głównym ekspertem w ministerstwie przemysłu, odpowiadał za negocjacje stowarzyszeniowe z Unią Europejską. Od 1993 zajmował stanowisko dyrektora departamentu współpracy międzynarodowej w tym resorcie, zaś w 1997 został powołany na wiceministra przemysłu. W 1999 objął stanowisko wiceministra spraw zagranicznych. W latach 2000–2001 był sekretarzem rady do spraw integracji europejskiej przy bułgarskim rządzie i głównym negocjatorem z UE.
W 2001 został dyrektorem fundacji „Ewropejski institut”. Działacz Związku Sił Demokratycznych. Zasiadał w radzie miejskiej w Sofii, pełnił funkcję przewodniczącego tego gremium (2003–2007) i przewodniczącego frakcji radnych SDS.